# Хаиров, Руслан Сабирович
Руслан Сабирович Хаиров (родился 7 января 1976, Каспийск, Дагестанская АССР, СССР) — российский и азербайджанский боксёр-любитель и тренер лезгинского происхождения, бронзовый призёр чемпионатов мира (2003 года) и Европы (2004), член олимпийской сборной Азербайджана на Олимпийских играх 2000 и 2004 годов. Главный тренер сборной Дагестана по боксу.

## Биография
Руслан родился 7 января 1976 года в городе Каспийск.

### Учёба
После окончания СШ № 3 г. Каспийска в 1993 году, поступил в ДГПУ, который окончил в 2000 году.

## Спортивная карьера

### Выступление за Россию
Стал заниматься боксом с 1986 года. Первый тренер — А. М. Кашкуров. С 1997 года тренировался у Нурипаши Талибова. Чемпион России (1996). Бронзовый призёр Чемпионата России — 1999. Серебряный призёр чемпионата мира среди полицейских (1999).

### Выступление за Азербайджан
С 2000 года принял решение выступать за Азербайджан. Многократный чемпион Азербайджана.

### Чемпионат Европы — 2002
На чемпионате Европы — 2002 в Перми, в первом же бою Хаиров потерпел поражение (14:9). Его обидчиком стал болгарский спортсмен Стас Ганев.

### Чемпионат мира-2003
На чемпионате мира-2003 провёл 4 боя:
- В 1/16 финала победил грузинского боксёра осетинского происхождения Роберта Плиева (засчитано техническое поражение);
- В 1/8 финала одолел новозеландца Кахукура Бенцона (22:6);
- В 1/4 финала обыграл россиянина Андрея Мишина (18:11);
- В полуфинале разгромно проиграл узбекскому боксёру Шерзоду Хусанову (29:6)[4].

### Чемпионат Европы-2004
На чемпионате Европы-2004 также провёл четыре боя:
- В 1/16 финала выиграл у польского боксёра Мирослава Новосаду (21:12);
- В 1/8 финала оказался сильнее израильтянина Мохамеда Таха Сабии (5:0);
- В 1/4 финала не оставил шансов итальянцу Филипу ЛоГреко;
- В 1/2 финала проиграл российскому боксёру Олегу Саитову (20:16)[5].

### Рейтинг Хаирова
На 12 апреля 2007 года Руслан Хаиров занимал 11-е место в мировом рейтинге Международной ассоциации любительского бокса и первое место в рейтинге Европейской ассоциации любительского бокса в весовой категории до 69 кг .